# Jacaena aspera
Espèce
Jacaena aspera est une espèce d'araignées aranéomorphes de la famille des Liocranidae.

## Distribution
Cette espèce est endémique de Chine. Elle se rencontre au Yunnan et à Chongqing.

## Description
Le mâle holotype mesure 4,90 mm et la femelle paratype 6,12 mm.

## Publication originale
- Mu & Zhang, 2020 : The genus Jacaena Thorell, 1897 from southern China (Araneae: Liocranidae). Zootaxa, no 4819(2), p. 335-348.